# 島唄 (5号機)
『島唄』（しまうた）は、2009年にオリンピアから発売された5号機のパチスロ機。25パイ版と30パイ版があり、保通協での型式名はそれぞれ「島唄R」「島唄RXH-30」。
4号機として発売された「島唄シリーズ」の後継機にあたる。

## 概要
本機のボーナスは、BAR（島唄図柄）揃いのSUPER BIG BONUS（441枚を超える払い出しで終了）、7揃いのBIG BONUS（297枚を超える払い出しで終了）、7-7-BAR揃いのREGULAR BONUS（63枚を超える払い出しで終了）の3種類がある。
またボーナスと並んで出玉を増やす手段として、ART「フグRUSH」を搭載している。
フグRUSH
フグRUSHは35ゲーム1セットのARTで、3択押し順のベルをナビする。
フグRUSH獲得の契機は以下の通り。
- SUPER BIG BONUSの当選
- BIG BONUS中の抽選（ボーナス後半5ゲームの「ときめきゾーン」で告知がある）
- 全ボーナス終了後1ゲーム目の抽選（フリーズチャンス、1ゲーム目でフリーズすればフグRUSH獲得）

フグRUSHは1%〜89%の確率でループする上、複数のフグRUSHをストックすることもあり、一度に長いARTを獲得することが出来る。

## ボーナス確率
島唄R
| 設定 | BIG確率 | REG確率 | 合成確率 |
| ---- | ------- | ------- | -------- |
| 1    | 1/443   | 1/570   | 1/249    |
| 2    | 1/434   | 1/560   | 1/245    |
| 3    | 1/426   | 1/551   | 1/240    |
| 4    | 1/417   | 1/537   | 1/235    |
| 5    | 1/412   | 1/524   | 1/231    |
| 6    | 1/407   | 1/512   | 1/227    |

島唄RXH-30
| 設定 | BIG確率 | REG確率 | 合成確率 |
| ---- | ------- | ------- | -------- |
| 1    | 1/443   | 1/570   | 1/249    |
| 2    | 1/434   | 1/551   | 1/242    |
| 3    | 1/420   | 1/533   | 1/235    |
| 4    | 1/410   | 1/516   | 1/228    |
| 5    | 1/400   | 1/500   | 1/222    |
| 6    | 1/362   | 1/443   | 1/199    |

※各数値はメーカー発表値。